# Ubara-Tutu
Ubara-Tutu o Ubartutu de Xuruppak va ser el darrer rei de Sumer del període proto-dinàstic I, els reis d'Èridu, que van governar abans del diluvi, segons diu la Llista de reis sumeris.
Es deia que va ser rei durant 18.600 anys. Si de veritat ho va ser hauria governat cap a l'any 3000 aC. La llista diu que era fill d'En-Men-Dur-Ana, a qui es compara amb el patriarca bíblic Henoc, ja que va pujar al cel sense morir. Després d'aquest rei, que va veure destruir el seu regne per una gran inundació produïda per un diluvi, es va establir la primera dinastia de Kish, o proto-dinàstic II.
Ubara-Tutu és mencionat breument a la tauleta IX de l'Epopeia de Guilgameix, on es diu que era el pare d'Uta-Napixtim, que va construir una nau per salvar-se del diluvi que havia de venir.